# كريس بامبريدج
كريستوفر فرانسيس بامبريدج (بالإنجليزية: Chris Bambridge)‏ (ولد في 7 أكتوبر 1947 في كيترينج ، إنجلترا) هو حكم أسترالي متقاعد لكرة القدم. جاء إلى أستراليا من بريطانيا عام 1974.
كريس حكم من الدرجة الأولى، تم تعيينه في الدوري الوطني في عام 1977، حيث بقي حتى تقاعده في عام 1991.
كما تم اختياره لإدارة مباريات في نهائيات كأس العالم 1986 في المكسيك ودورة الألعاب الأولمبية لعام 1988 في كوريا الجنوبية، ليصبح الحكم الأسترالي الوحيد الذي شارك في نهائيات كأس العالم والألعاب الأولمبية.

## روابط خارجية
- كريس بامبريدج على موقع Soccerway.com (الإنجليزية)
- كريس بامبريدج على موقع أوليمبيديا (الإنجليزية)